# 3 Cheers for Satan
3 Cheers For Satan ist ein US-amerikanischer Pornofilm der Regisseurin Joanna Angel.

## Handlung
Es ist 1999 und die Cheerleader Kenzie Reeves, Kira Noir und Jane Wilde beschweren sich, dass sie 18 Jahre alt sind und dieses Jahr die High School abschließen. Kenzie erwähnt beiläufig, dass sie ihre Seele verkaufen würde, um für immer wie mit 18 auszusehen. In einem Hauch von Feuer und Schwefel erscheint Principal Taylor. Er ist eigentlich der Teufel.
Dann springt der Film ins Jahr 2019 und Kyle Mason ist in der Stadt und macht ein Fotoshooting mit Kira Noir und Kenzie Reeves. Die Mädchen stellen ihre Körper für die Kamera zur Schau. Plötzlich rutscht die Hälfte der Haut auf Kenzies Gesicht ab und fällt zu Boden.
Jane Wilde, Kira Noir und Kenzie Reeves hängen rum und denken darüber nach, dass sie eine Jungfrau opfern müssen, um ihre ewige Schönheit zu bewahren. Während Jane mit dem Altern einverstanden ist und keine Notwendigkeit sieht, den Vertrag zu verlängern, missbrauchen Kenzie und Kira ihre Körper seit 20 Jahren ohne Konsequenz und werden das jetzt nicht aufgeben.

## Auszeichnungen
- 2020: AVN Award – Winner: Best Action/Thriller
- 2020: XBIZ Award – Winner: Best Sex Scene – Comedy (Jane Wilde, Kenzie Reeves, Kira Noir, Small Hands)